# Cá lịch vàng
Cá lịch vàng (Gymnothorax prasinus) là một loài cá lịch biển thuộc chi Gymnothorax, được tìm thấy ở miền nam nước Úc và khu vực giữa North Cape và bán đảo Mahia phía trên Đảo Bắc của New Zealand.